# Frederikshavn (commune)
Pour la ville qui donne son nom à la commune, voir Frederikshavn.
Frederikshavn est une commune du Danemark, située dans la région du Jutland du Nord ; c'est également le nom de son chef-lieu, et d'une ancienne commune, fusionnée en 2005 (voyez plus bas). Elle comptait 58 376 habitants en 2024, pour une superficie de 652,6 km2.

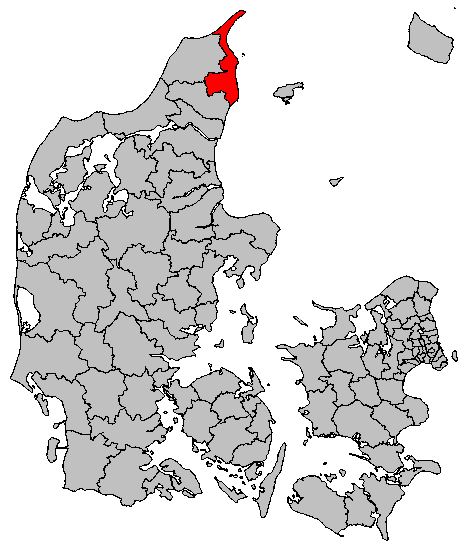
La commune de Frederikshavn.

## Démographie
| Localité      | Population (2024) |
| ------------- | ----------------- |
| Frederikshavn | 22 838            |
| Sæby          | 8 845             |
| Skagen        | 7 476             |
| Strandby      | 2 307             |
| Ålbæk         | 1 407             |
| Østervrå      | 1 287             |
| Elling        | 1 117             |
| Kilden        | 922               |
| Gærum         | 620               |
| Dybvad        | 608               |

## Politique
L'actuelle commune a été formée en 2007, par la fusion de l'ancienne commune homonyme et de celles de Skagen et Sæby.

### Conseil municipal
| Élection | Parti | Parti | Parti | Parti | Parti | Parti | Parti | Parti | Parti | Parti | Parti | Participation | Bourgmestre               |
| Élection | A     | C     | D     | F     | O     | T     | U     | UP    | V     | Æ     | Ø     | Participation | Bourgmestre               |
| -------- | ----- | ----- | ----- | ----- | ----- | ----- | ----- | ----- | ----- | ----- | ----- | ------------- | ------------------------- |
| 2005     | 15    | 1     |       | 2     | 1     | 1     | 1     |       | 10    |       |       | 66,8 %        | Erik Sørensen (A)         |
| 2009     | 11    | 2     |       | 5     | 3     |       |       |       | 10    |       |       | 64,2 %        | Lars Møller (V)           |
| 2013     | 14    | 1     |       | 1     | 4     |       |       |       | 10    |       | 1     | 72,31 %       | Birgit Stenbak Hansen (A) |
| 2017     | 18    | 1     |       | 1     | 2     |       |       |       | 6     |       | 1     | 71,47 %       | Birgit Stenbak Hansen (A) |
| 2021     | 18    | 2     | 1     | 1     | 1     |       |       |       | 6     |       |       | 68,13 %       | Birgit Stenbak Hansen (A) |
| Actuel   | 17    | 2     |       | 1     | 1     |       |       | 2     | 5     | 1     |       | 68,13 %       | Birgit Stenbak Hansen (A) |